# Susan Froemke
Susan Froemke (* 5. November 1947; auch: Susan Frömke) ist eine US-amerikanische Filmproduzentin und Dokumentarfilmerin.

## Leben
Susan Froemke startete ihre Karriere als Produzentin und Editorin beim Dokumentarfilm Grey Gardens, der 2010 in das National Film Registry aufgenommen wurde. 1974 war sie als Editorin auch an den Film Christo’s Valley Curtain beteiligt. In ihrer Karriere produzierte sie vor allem Dokumentarfilme für Kino und Fernsehen. Ihr Regiedebüt gab sie 1985 mit Ozawa über den Dirigenten Seiji Ozawa.
Im Laufe ihrer Karriere konnte sie einige Preise erringen. So gewann sie je einen Emmy für die Dokumentarfilme Vladimir Horowitz – Der letzte Romantiker (1987), Soldiers of Music (1991) und Abortion: Desperate Choices (1992). 1993 bekam sie für letzteren zwei CableACE Awards. 2002 erhielt sei einen Grammy-Award für Recording 'The Producers': A Musical Romp with Mel Brooks aus der Reihe Great Performances.
Bei der Oscarverleihung 2002 erhielt sie für Lalee’s Kin: The Legacy of Cotton eine Oscar-Nominierung in der Kategorie Bester Dokumentarfilm.

## Filmografie

### Als Regisseurin
- 1985: Ozawa
- 1987: Horowitz Plays Mozart
- 1988: Karajan in Salzburg
- 1989: Making of the Sports Illustrated 25th Anniversary Swimsuit Issue
- 1990: Christo in Paris
- 1991: The Beatles: The First U.S. Visit
- 1991: Soldiers of Music
- 1992: Abortion: Desperate Choices (aus der Reihe America Undercover)
- 1992: Baroque Duet
- 1994: Conversations with the Rolling Stones
- 1995: Abbado in Berlin: The First Year (aus der Reihe Great Performances)
- 1996: Letting Go: A Hospice Journey
- 1997: Concert of Wills: Making the Getty Center
- 2001: Lalee’s Kin: The Legacy of Cotton
- 2001: Recording 'The Producers': A Musical Romp with Mel Brooks (aus der Reihe Great Performances)
- 2006: In Rehearsal: A New Butterfly for the Met
- 2007: Insurance Woes (aus der Reihe The Addiction Project)
- 2008: The Audition (aus der Reihe The Metropolitan Opera HD Live)
- 2011: James Levine (aus der Reihe American Maestro)
- 2012: Escape Fire: The Fight to Rescue American Healthcare
- 2012: Wagner’s Dream
- 2015: Live at the Met: From Stage to Screen (Kurzdokumentarfilm)
- 2016: The Resilient Heart
- 2017: Rancher, Farmer, Fisherman
- 2017: The Opera House

### Als Produzentin
ohne Filme, bei denen sie auch Regisseurin war
- 1975: Grey Gardens
- 1985: Horowitz – Der letzte Romantiker (Vladimir Horowitz: The Last Romantic)
- 1987: Islands
- 1989: Jessye Norman Sings Carmen
- 1997: Concert of Wills: Making the Getty Center
- 1999: 100 Years of Women
- 2009: Momentum in Science (aus der Reihe The Alzheimer’s Project)
- 2009: The Mosque in Morgantown
- 2011: The Love We Make